# Барышевская улица (Киев)
Барышевская улица (укр. Баришівська вулиця) — улица в Печерском районе города Киева, местность Чёрная гора. Пролегает от улицы Александра Матросова до Товарной улицы.

## История
Улица возникла в середине XX века под названием 664-и Новая улица. В 1953 году получила название Барышевская.
С 1964 года — улица Ивана Фиалека, в честь  Ивана (Ипполита) Фиалека, революционера, одного из руководителей Январского восстания против Центральной Рады в Киеве в январе 1918 года.
Современное название улицы возобновлено 28 октября 2015 года согласно решению Киевского городского совета № 128/2031 от 08 октября 2015 года.